# 修道院長聖アントニウスと隠修士聖パウロスの前に現れる聖母子
『修道院長聖アントニウスと隠修士聖パウロスの前に現れる聖母子』（しゅうどういんちょうせいアントニウスといんしゅうしせいパウロスのまえにあらわれるせいぼし、伊: La Vergine e il Bambino con angeli Apparendo ai Santi Antonio Abate e Paolo, l'Eremita, 英: The Virgin and Child with Angels Appearing to Saints Anthony Abbot and Paul, the Hermit）は、ルネサンス期のヴェネツィア派の画家パオロ・ヴェロネーゼが1562年に制作した絵画である。油彩。主題はキリスト教の聖人である聖アントニウスと隠修士聖パウロスのエピソードから採られている。マントヴァ県サン・ベネデット・ポーにあるベネディクト会サン・ベネデット・イン・ポリローネ修道院の聖アントニウス礼拝堂の祭壇画として制作された。現在はバージニア州ノーフォークのクライスラー美術館に所蔵されている。

## 主題
ヤコブス・ア・ウォラギネの『黄金伝説』によると、砂漠で隠修士として暮らしていた聖アントニオスは夢のお告げで最初の隠修士であるテーベの聖パウロスを訪れた。旅の道中、聖アントニオスはケンタウロスやサテュロスなどの神秘的存在に案内されて聖パウロスの住む洞窟へとたどり着いた。カラスが2人分のパンを運ぶのを見て聖アントニオスが驚くと、聖パウロスは40年もの間ずっと鳥が食べ物を運んでくれると話した。聖パウロスが死去したとき、聖アントニオスは埋葬する穴を掘る力がなかったが2頭のライオンが代わりに墓穴を掘った。

## 制作経緯

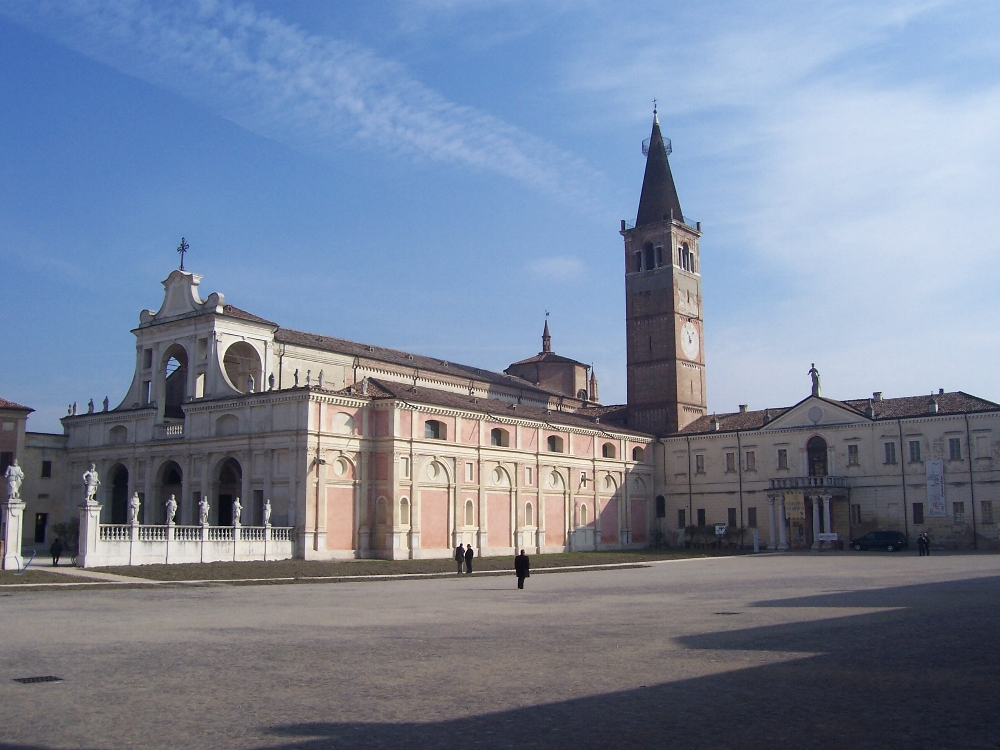
サン・ベネデット・イン・ポリローネ修道院のファサード。

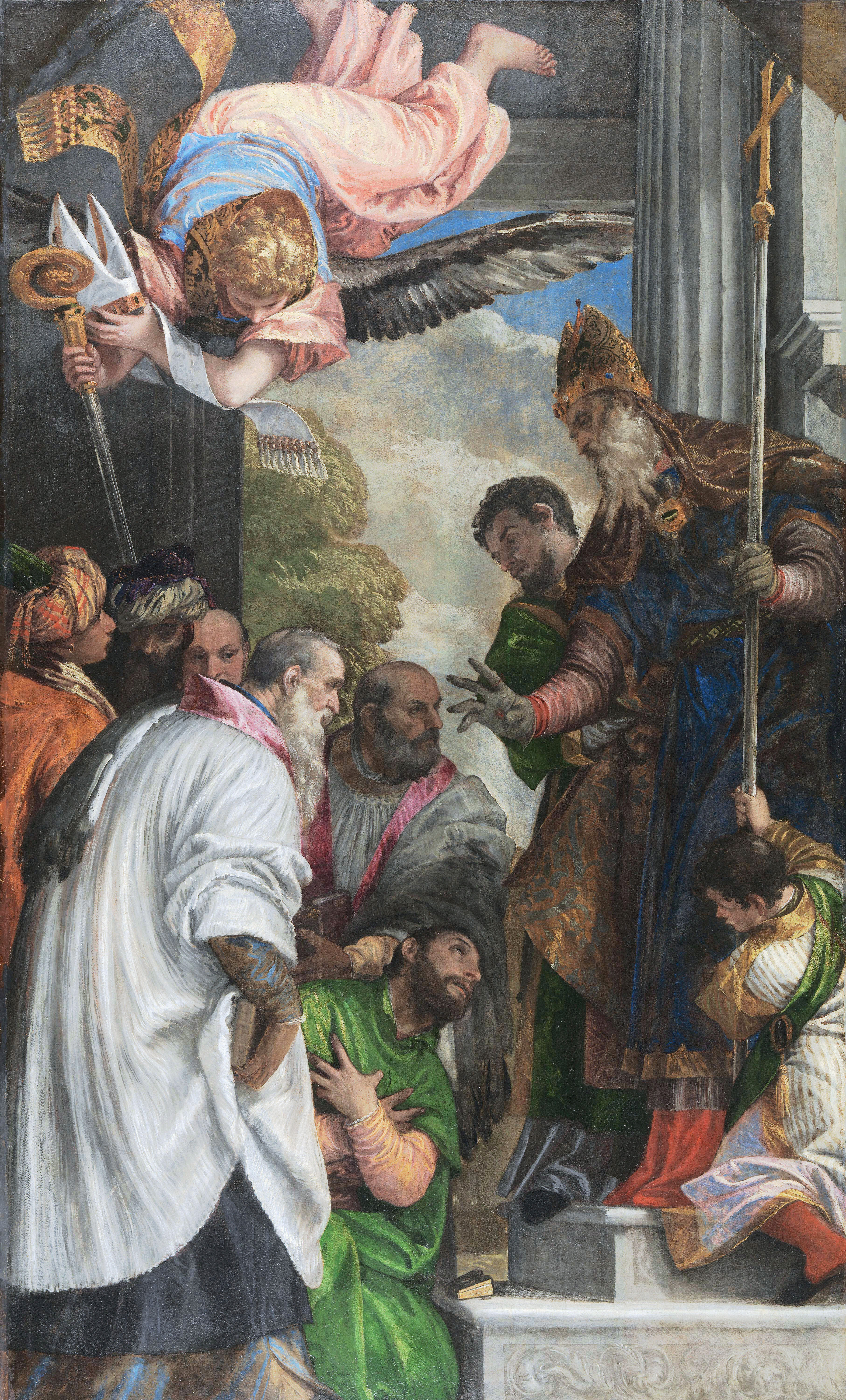
同時期のヴェロネーゼの『聖ニコラウスの聖別』。1562年。ナショナル・ギャラリー所蔵。

サン・ベネデット・イン・ポリローネ修道院は1007年にテダルド・ディ・カノッサによって、ポー川とリローネ川の間にあった交通上の要衝の地の半分をベネディクト会に寄付することで設立された歴史ある修道院である。16世紀に修道院を再建するうえで非常に重要な役割を果たしたのは、人文主義者であり法学者であった修道院長グレゴリオ・コルテーゼで、1540年にジュリオ・ロマーノに修道院の改修を依頼し、周辺地域で活躍していた芸術家たちを招聘した。その後、修道院の再建が終わると、1561年12月27日、修道院長アンドレア・パンプーサ・ダ・アソラ（Andrea Pampusa da Asola）によって、ヴェロネーゼにミュラの聖ニコラウス、修道院長聖アントニウス、聖ヒエロニムスの生涯に取材した3点の祭壇画が発注された。発注に関する記録文書には、入手可能な最高の色彩で祭壇画を描くことやヴェロネーゼへの報酬が明記されている。ヴェロネーゼはこの発注により『修道院長聖アントニウスと隠修士聖パウロスの前に現れる聖母子』、および『聖ニコラウスの聖別』（La consacrazione di San Nicola）、『栄光の聖母子と聖ヒエロニムス』（La Vergine e il Bambino in gloria con San Girolamo）を制作したが、正式な契約が結ばれる以前に作業を開始したか、驚くべき速さで作業したかのどちらかにより、3点の祭壇画をわずか3か月で完成させ、1562年3月30日に報酬を受け取った。

## 作品
ヴェロネーゼは砂漠で隠修士として生活する聖アントニウスと聖パウロスの前に現れた聖母子を描いている。聖母マリアは幼児のイエス・キリストを抱き、天使たちに囲まれながら、聖人たちの頭上の青空に広がる輝く光の中に出現している。構図は大きく上下に分けられている。聖母子は画面上部にあり、下部に配置された法悦の忘我状態の聖人たちが見つめる共通の幻視として現れている。年老いた聖アントニウスと聖パウロスは見すぼらしい服を着ている。画面中央下で立っているのは聖アントニウスで、彼がそれまで祈りと瞑想の禁欲的生活の中にあったことは画面左端に開かれた祈祷書の存在によって示されている。また聖アントニウスの隣で樹木を背に岩の上に座っているのは聖パウロスで、彼は膝の上に開いた聖書の研究に励んでいたことが分かる。しかし今は奇跡的な金色の光の爆発とともに栄光の聖母子が舞い降りる光景に、聖人たちは大いに驚いている。聖アントニウスは右手の杖を突いて立ち上がり、ロザリオを持った左手を掲げながら聖母子を見上げ、聖パウロスもまた右手で胸をつかみながら聖母子を見上げている。
聖アントニウスの持っている杖はアトリビュートであり、松葉杖にも似た特徴的なＴ字型をしている。聖アントニウスが杖を持つ姿で描かれるようになった理由についてははっきりしていない。修道士の義務を象徴する松葉杖か、あるいは古代エジプトで不死を象徴したＴ字型のタウ十字である可能性がある。
ヴェロネーゼは祭壇の上の高い場所に設置することを意図し、この光景を温かみと臨場感をもって描いた。聖母を崇拝する聖人たちに対して聖母は彼らを静かに見下ろしている。節くれだった足と手入れのされていない髭は、無私の禁欲的生活と生涯にわたる精神的な献身を思い出させる。鑑賞者は彼らの老いた地上の肉体を通して、永遠の命の約束へと視覚的に導かれる。
修道士のローブはもともと緑色であったが現在は濃い茶色に変色している。それにもかかわらず、明るく輝く青色、レモンイエロー、エメラルドグリーンの楽しい彩りを鑑賞者に提供しており、中でも天上の聖母が身にまとうサテンの衣文は、ヴェネツィア派の伝統的な色彩家としての天性の才能を見事に証明している。

## 来歴
完成した祭壇画は身廊の右から2番目に聖アントニウス礼拝堂に設置され、その数年後にジョルジョ・ヴァザーリによって同修道院の最高の絵画と称賛された。しかし祭壇画は1797年にフランス軍がマントヴァを占領すると、ナポレオンの命令で修道院から運び出され、デスパニャック伯爵ジャン・フレデリック・ギヨーム・ド・ソーゲ・ダマルジ（Frédéric Guillaume de Sahuguet d'Amarzit, comte d'Espagnac, 1750年-1817年）に売却された。1820年頃、パリで競売にかけられ、代理人ブノワ＝アントワーヌ・ボヌフォン・ド・ラヴィアル（Benoît-Antoine Bonnefons de Lavialle）を通じて匿名の収集家によって落札された。その後、絵画は1954年に美術商ジャン・ヌジェール（Jean Neger）の手に渡り、美術収集家ウォルター・P・クライスラー・ジュニアに売却された。1971年、クライスラー・ジュニアは母デラ・ヴィオラ・クライスラー（Della Viola Chrysler）を偲んでクライスラー美術館に寄贈した。他の作品のうち『聖ニコラウスの聖別』はロンドン・ナショナル・ギャラリーに所蔵されている。『栄光の聖母子と聖ヒエロニムス』は1836年に火災により焼失した。2014年3月19日から6月15日にかけてナショナル・ギャラリーで開催された展覧会「ヴェロネーゼ：ルネサンスのヴェネツィアの壮麗さ」（Veronese: Magnificence in Renaissance Venice）において、『聖ニコラウスの聖別』と『隠修士の修道院長聖アントニウスと聖パウロスの前に現れる聖母子』は18世紀以来2度目となる同時展示が実現した。